# ZIF

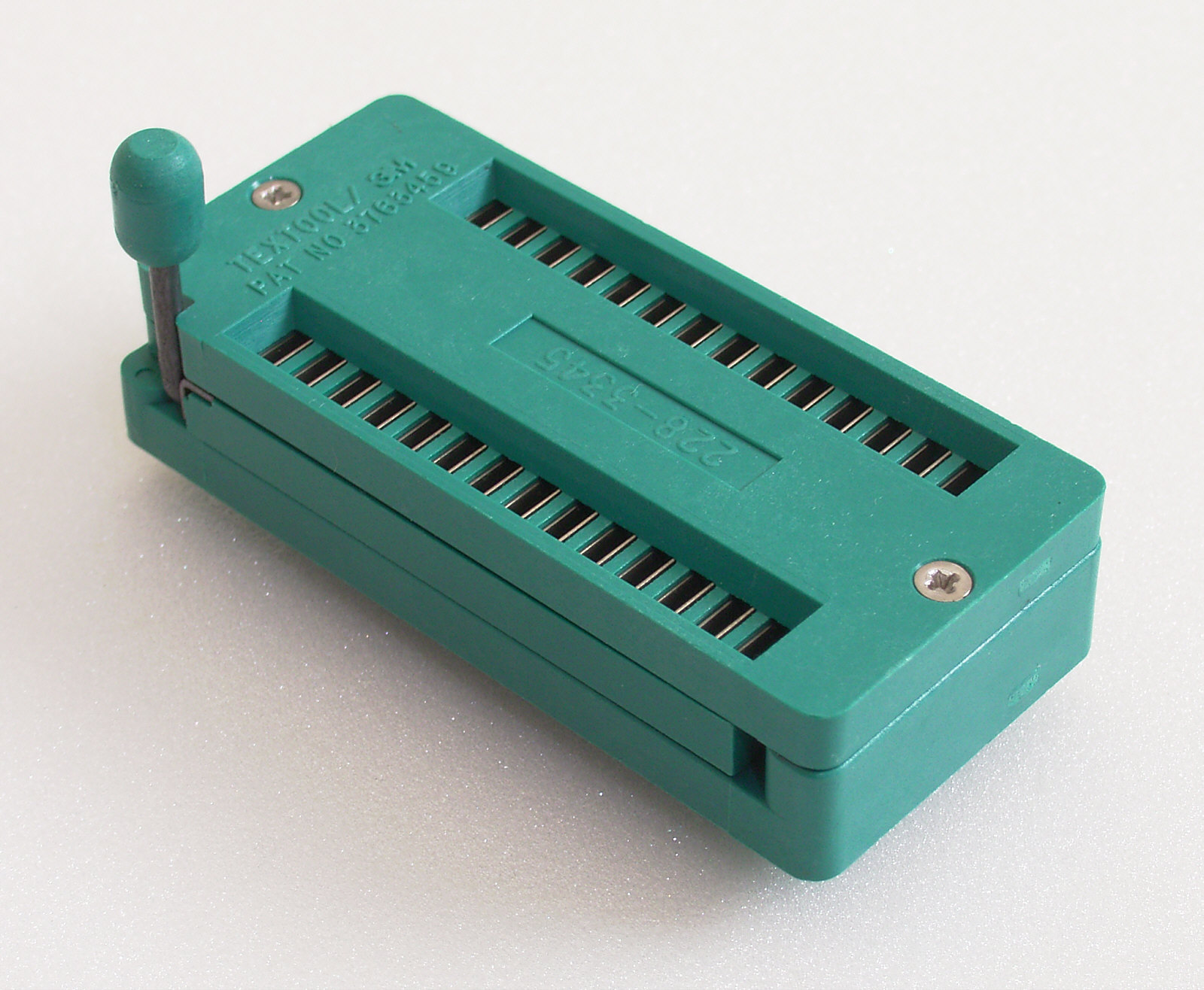
DIP-28W 패키지용 ZIF 소켓

ZIF(Zero Insertion Force)는 CPU 소켓 설계 개념에서 사용되는데 장탈착시 강한 힘에 의한 파손 문제를 피하기 위해 만들어졌다. 정상적인 집적 회로 소켓은 스프링에 의해 발생한 마찰력에 의한 콘택트로 밀어넣도록 요구된다. 수백 개의 핀을 갖는 IC는 탈착하기 위한 힘이 수십 뉴턴 정도로 매우 크므로, 장비나 PCB에 영향을 미칠 위험성도 함께 가지게 된다.
2008년 현재 ZIF는 CPU소켓 뿐만 아니라 HDD를 연결하는 소켓으로도 사용되고 있다. 1.8" 크기의 HDD 연결 방식으로 현재 PIN방식과 함께 널리 이용된다.

## 같이 보기
- 이중 직렬 패키지